# Prolactine
 (décembre 2014).
Si vous disposez d'ouvrages ou d'articles de référence ou si vous connaissez des sites web de qualité traitant du thème abordé ici, merci de compléter l'article en donnant les références utiles à sa vérifiabilité et en les liant à la section « Notes et références ».

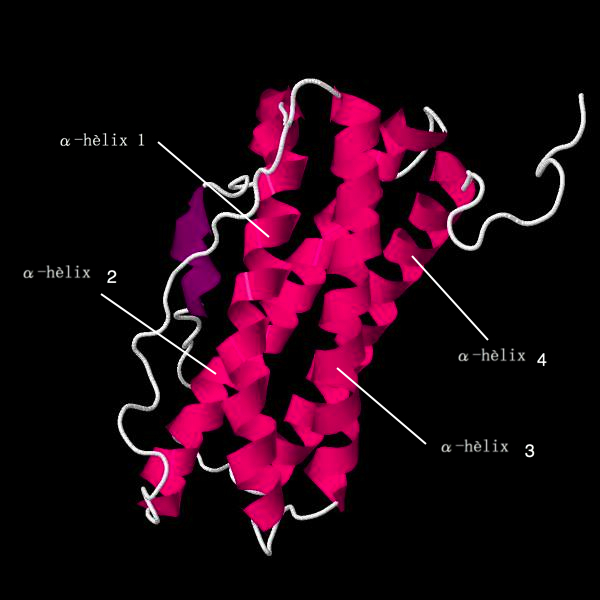
Hélice de la prolactine.

La prolactine est une hormone peptidique sécrétée par les cellules lactotropes de la partie antérieure de l'hypophyse. Ses rôles sont multiples, elle intervient notamment dans la lactation, la reproduction, la croissance, l'immunité et le comportement.

## Structure
La prolactine est une protéine constituée de 199 acides aminés chez l'être humain et de poids moléculaire 23 kDa.
Sa structure 3D possède 3 ponts disulfures, formant 3 liaisons covalentes.
Elle possède 48 % d'acides aminés en commun avec l'hormone de croissance.

## Physiologie

### Action

#### Action chez les mammifères
- un effet mammotrope (croissance des glandes mammaires) ;
- un effet lactogénique (stimulation de la synthèse du lait) ;
- un effet libidinal (en participant à la sensation de plaisir et de bien-être après un orgasme).

Récemment un rôle angiogénique de la prolactine a été démontré, qui montre son action dans la formation des vaisseaux sanguins.
Si la prolactine se retrouve sous une forme tronquée de 16 kDa, elle montre une action totalement opposée et devient antiangiogénique et même apoptotique. Le rôle de cette hormone dans le développement de cardiomyopathies post-partum a été démontré et son rôle est utilisé dans de nouvelles thérapies contre le cancer.

#### Action chez les amphibiens
Chez les amphibiens, la prolactine joue un rôle dans la métamorphose (voir cycle de vie des amphibiens).

#### Action chez les oiseaux
Pour les oiseaux, la prolactine joue un rôle par exemple pour le lait de jabot et la plaque incubatrice.

### Régulation
La PRF, Prolactin Releasing Factor, (ou PRH pour Prolactin Releasing Hormone) est capable de stimuler la libération de prolactine, mais elle n’est pas la seule : en effet, la TRH (Thyrotropine Releasing Hormone) pourrait induire cet effet sur la prolactine aussi. À l'inverse, la PIF (Prolactin Inhibiting Factor) inhibe la libération de la prolactine. Cette hormone a été identifiée plus tard comme étant la dopamine.
Les œstrogènes augmentent la sécrétion de prolactine en freinant la dopamine et en stimulant directement la production de prolactine par les cellules lactotropes. Les œstrogènes sont souvent mis en cause lors d'une hyperprolactinémie (toujours penser à une cause médicamenteuse après avoir vérifié l'absence de grossesse).
La prolactine inhibe la sécrétion de GnRH (et donc par la suite de FSH et de LH) en inhibant directement la kisspeptine. En bloquant la FSH et la LH, la prolactine est responsable physiologiquement de l'anovulation (et donc de l'infécondité) durant la période d'ovulation.
L'EGF (Epidermal Growth Factor) et le TGF-bêta réduisent le nombre de récepteurs à la prolactine.
En fin de grossesse, il y a levée d'inhibition de la prolactine. Les montées de lait sont inhibées durant la grossesse par les grandes quantités d’œstrogène et de progestérone sécrétées par le placenta.

### Mode d'action
La prolactine se lie sur des récepteurs membranaires (PRLR) présents notamment sur les cellules 
- chez la femme : les cellules des glandes mammaires, des ovaires, de l'utérus ;
- chez l'homme : les cellules des testicules.

L'hormone se fixe sur un premier récepteur membranaire, puis sur un second par des sites de fixation différents. Ceci conduit à une dimérisation du récepteur et au rapprochement de deux protéines cytoplasmiques de type tyrosine-kinase qui s'activent alors mutuellement.
Ces protéines phosphorylent d'autres cibles intracellulaires, dont des facteurs de transcription qui agissent sur l'expression des gènes de la cellule.

## Prolactine et thyroïde
La prolactine est le plus souvent mesurée lors de bilan thyroïdien car des perturbations du fonctionnement de la glande thyroïde entraînent des modifications de la prolactine.

## Prolactine et sexualité
La prolactine joue un rôle majeur dans le bon fonctionnement de la libido. Avec d'autres hormones (catécholamines, testostérone et œstrogènes), elle participe à l'équilibre libidinal. Les études ont mis en évidence une libération accrue de prolactine par l'hypophyse lors de l'orgasme. Cette élévation du taux persiste quelques heures et participe à la sensation de bien-être et de plénitude de cette période,,,.

## Analyse du taux de prolactine en médecine
Il n'y a aucun consensus pour faire un dosage systématique, même à partir de l’âge de 35 ans.[réf. nécessaire]
Pour les femmes, le dosage de la prolactine peut être effectué durant tout le mois, idéalement la première semaine (du premier au troisième jour du cycle ovarien) ou bien la quatrième semaine (aux alentours du 21e jour du cycle). Le prélèvement sanguin s’effectue par une ponction veineuse en général au pli du coude. Le prélèvement est effectué à jeun, au repos (éviter tout effort avant le dosage). Pour permettre une interprétation correcte, il sera nécessaire de préciser tous les traitements que prend le patient (et pas uniquement les traitements endocriniens).

## Pathologie

### Hyperprolactinémie
Symptomatologie :
- baisse de la libido[5] ;
- galactorrhée (écoulement mammaire de lait) ;
- ostéoporose ;
- aménorrhée (absence de règles) ;
- nausées.

Étiologie :
- tumeurs bénignes : adénomes hypophysaires :
  - adénomes hypophysaires sécrétant de la prolactine (prolactinome),
  - autres adénomes hypophysaires comprimant la tige pituitaire, levant le contrôle de la sécrétion de prolactine par la dopamine (hyperprolactinémie de déconnexion) ;
- traumatismes : hyperprolactinémie de déconnexion, par rupture de la tige pituitaire ;
- causes iatrogènes :
  - certains psychotropes,
  - autres antagonistes dopaminergiques (par exemple Dompéridone).

### Hypoprolactinémie
Symptomatologie :
- défaut de lactation après l'accouchement;
- dysfonctionnement du cycle ovarien[6] ; (Dans la référence c'est l'hyperprolactinémie qui fait un défaut du cycle)
- plutôt asymptomatique chez l'homme.

Au sein d'un trouble hypophysaire, c'est-à-dire une déficience relative des hormones produites par l'hypophyse :
- syndrome dépressif[réf. nécessaire] ;
- prise de poids[réf. nécessaire] ;
- fatigue[réf. nécessaire].

Les causes d'hypoprolactinémie sont rares en pratique clinique (car souvent non documentées du fait de l'absence de symptômes patents).
Elles sont essentiellement iatrogènes : opiacés, clonidine, dérivés de l'ergot de seigle, les agonistes dopaminergiques (la dopamine, le GABA, la bromocriptine par exemple).

## Dosage

### Unités
L'unité d'activité pharmacologique (UI) de la prolactine a été définie par plusieurs étalons successifs.
En pratique, tous les appareils de mesure ne sont pas calibrés sur le même échantillon,.
| Date | Ampoule | Activité | Composition | Conversion      | Remarque             |
| ---- | ------- | -------- | ----------- | --------------- | -------------------- |
| 1939 |         |          |             | 1 mg = 10 UI    | (prolactine animale) |
| 1963 |         |          |             | 1 mg = 22 UI    | (prolactine ovine)   |
| 1978 | 75/504  | 650 mUI  | 20 µg       | 1 ng = 32 μUI   | 1er IRP              |
| 1987 | 83/562  | 53 mUI   |             |                 | 2e IS                |
| 1989 | 84/500  | 53 mUI   | 2,5 μg      | 1 ng = 21,2 μUI | 3e IS                |